# Koukmor
Koukmor (en russe : Кукмор; en tatar : Кукмара, Kukmara) est une ville de la République du Tatarstan, en Russie. Sa population s'élevait à 17 815 habitants en 2019.

## Géographie
La ville est au nord du Tatarstan, limitrophe de l'oblast de Kirov. Elle est à 120 km au nord-est de Kazan.

## Histoire
Le 28 avril 2017, la commune urbaine de Koukmor reçoit le statut de ville.